# 아다마와고원

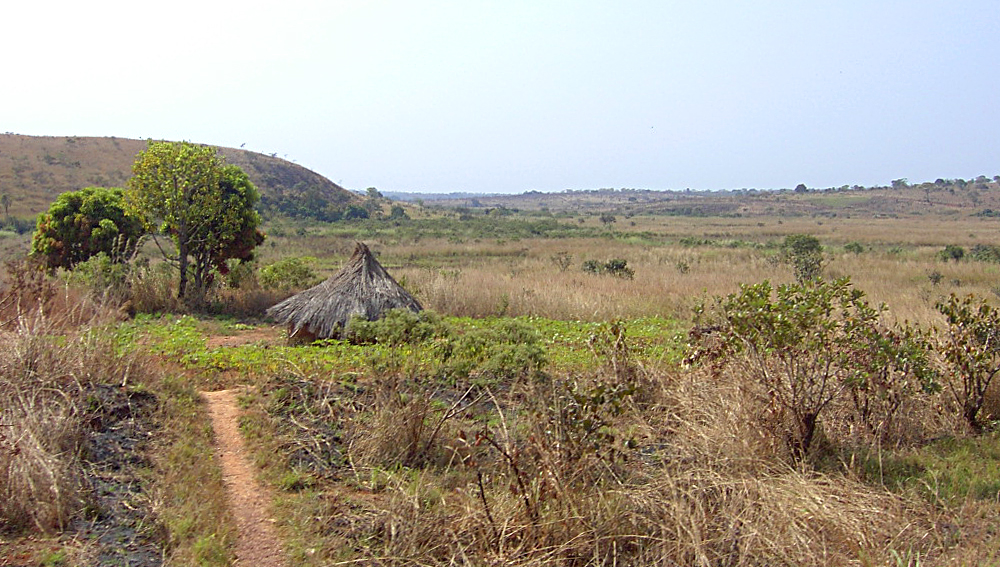
아다마와고원

아다마와고원(영어: Adamawa Plateau, 프랑스어: Massif de l'Adamaoua)은 아프리카 나이지리아 남동부와 카메룬 중북부, 중앙아프리카 공화국에 걸쳐 있는 고원이다. 평균 해발 고도는 1,000m, 최고점은 2,650m이다. 고원의 이름은 풀라인의 무슬림 지도자인 모디보 아다마(Modibo Adama)에서 유래된 이름이다.